# Nepehria
Nepehria is een geslacht van vlinders van de familie spinners (Lasiocampidae).

## Soorten
- N. electrophaea (Tams, 1929)
- N. olivia Gurkovich & Zolotuhin, 2010